# Autodesk 3ds Max
Вижте пояснителната страница за други значения на 3D.
Autodesk 3ds Max, преди 3D Studio MAX, е софтуер за 3D компютърна графика разработен от Autodesk Media and Entertainment, дъщерна компания на Autodesk. Софтуерът работи на Windows платформа. 3ds Max се използва в много индустрии, включително за компютърни игри, телевизионни реклами и архитектурно моделиране. Софтуерът се използва и за създаване на специални ефекти в киното, въпреки че за тази цел често се използват други програми като Maya и Softimage XSI.

## История
Първоначалният продукт 3D Studio е разработен за DOS платформа от Yost Group по споразумение с Autodesk. Идеолозите и разработчици на проекта са Гари Йост (Gary Yost), Джак Пауъл (Jack Powell) и Том Хъдзън (Tom Hudson), а по-късно към тях се присъедниява и Дан Силва (Dan Silva). След четвъртата си версия (3D Studio 4), програмата е пренаписана за Windows NT и преименувана на „3D Studio MAX“. Седмата версия на продукта е брандирана с логото на Autodesk и краткото му наименование е „3ds Max“, а официалното му наименование „Autodesk 3ds Max“.
| Версия                | Платформа | Кодово наименование | Година | Официален OS съпорт                         | Оптимизиран за |
| --------------------- | --------- | ------------------- | ------ | ------------------------------------------- | -------------- |
| 3D Studio             | MS-DOS    | THUD                | 1990   | MS-DOS                                      | 16 бита        |
| 3D Studio 2           | MS-DOS    |                     | 1992   | MS-DOS                                      | 16 бита        |
| 3D Studio 3           | MS-DOS    |                     | 1993   | MS-DOS                                      | 16 бита        |
| 3D Studio 4           | MS-DOS    |                     | 1994   | MS-DOS                                      | 16 бита        |
| 3D Studio MAX 1.0     | Windows   | Jaguar              | 1996   | Windows 95, Windows NT 3.51, Windows NT 4.0 | 32 бита        |
| 3D Studio MAX R2      | Windows   | Athena              | 1997   | Windows 95 and Windows NT 4.0               | 32 бита        |
| 3D Studio MAX R3      | Windows   | Shiva               | 1999   | Windows 98 and Windows NT 4.0               | 32 бита        |
| Discreet 3dsmax 4     | Windows   | Magma               | 2000   | Windows 98, Windows ME, Windows 2000        | 32 бита        |
| Discreet 3dsmax 5     | Windows   | Luna                | 2002   | Windows 2000 and Windows XP                 | 32 бита        |
| Discreet 3dsmax 6     | Windows   | Granite             | 2003   | Windows 2000 and Windows XP                 | 32 бита        |
| Discreet 3dsmax 7     | Windows   | Catalyst            | 2004   | Windows 2000 and Windows XP                 | 32 бита        |
| Autodesk 3ds Max 8    | Windows   | Vesper              | 2005   | Windows 2000 and Windows XP                 | 32 бита        |
| Autodesk 3ds Max 9    | Windows   | Makalu              | 2006   | Windows 2000 and Windows XP                 | 32 и 64 бита   |
| Autodesk 3ds Max 2008 | Windows   | Gouda               | 2007   | Windows XP and Windows Vista                | 32 и 64 бита   |
| Autodesk 3ds Max 2009 | Windows   | Johnson             | 2008   | Windows XP and Windows Vista                | 32 и 64 бита   |
| Autodesk 3ds Max 2010 | Windows   | Renoir              | 2009   | Windows XP and Windows Vista                | 32 и 64 бита   |
| Autodesk 3ds Max 2011 | Windows   | Zelda               | 2010   | Windows XP, Windows Vista and Windows 7     | 32 и 64 бита   |
| Autodesk 3ds Max 2012 | Windows   | Excalibur / Rampage | 2011   | Windows XP, Windows Vista and Windows 7     | 32 и 64 бита   |
| Autodesk 3ds Max 2013 | Windows   | SimCity             | 2012   | Windows XP and Windows 7                    | 32 и 64 бита   |
| Autodesk 3ds Max 2014 | Windows   | Tekken              | 2013   | Windows 7                                   | 64 бита        |
| Autodesk 3ds Max 2015 | Windows   | Elwood              | 2014   | Windows 7 and Windows 8                     | 64 бита        |
| Autodesk 3ds Max 2016 | Windows   | Phoenix             | 2015   | Windows 7, Windows 8 and Windows 8.1        | 64 бита        |

## Основни характеристики
MAXScript
MAXScript е вграден програмен език, който може да се използва за автоматизиране на повтаряеми задачи, за комбиниране на съществуващи функционалности по нов начин, за разработка на нови инструменти и потребителски интерфейс. С MAXScript напълно могат да се разработят и нови приставки (plugin). Autodesk 3ds Max 2014 излиза с 3ds Max Python API, което дава възможност да се използва и програмния език Python.
Character Studio
Character Studio е приставка (plugin), която е вградена в 3D Studio Max от излизането на четвъртата му версия и дава възможност на потребителя да прави анимации. Системата работи като използва макет или „двукрак“ скелет, чийто параметри могат да се модифицират. Включва мощни инструменти за пресъздаване на движение чрез права и обратна кинематика (на английски IK/FK), управление на Позата, използване на Слоеве и Кийфрейминг (на английски keyframing) шаблони, както и възможност за прилагане на общи анимиращи команди към различни макети.
Scene Explorer
Scene Explorer – инструмент, който представя сцените в йерархичен вид и улеснява работата с по-сложни такива. Дава възможност за сортиране, филтриране и търсене на сцени по вид обект или свойство (включително и метаданни). Това е и първият компонент (добавен към версията 3ds Max 2008), който помага за използването на .NET управляван код (на английски .Net managed code), различен от MAXScript.
Импортиране на DWG
3ds Max поддържа импортиране и линкване (на английски linking) на DWG файлове. Подобреното управление на паметта при 3ds Max 2008 дава възможност да се изпортират по-големи сцени с множество обекти.
Общо кийфреймване
Два режима – автоматичен и със зададени параметри. Позволява бърз и интуитивен контрол на кийфрейминга – включва функциите cut, copy, paste и улеснява създаването на анимация. Има възможност за редактиране на траекториите на движение директно в прозореца за предварителен преглед.
Обвързана анимация
Ограничител на анимацията (на английски animation constraint) е специален вид контролер, който помага за автоматизирането на анимации. Може да се управлява позицията на обекта, неговото въртене или промяна на размерите като се обвърже с поведението на друг обект. Необходими са поне два – анимиран и целеви обект. Целевият обект или обекти поставят специфични рамки (ограничения) за анимацията на обвързания обект. За какво може да се използва: Взаимодействие между два обекта през определен времеви интервал (примерно ръка, която вдига бейзболна топка), ограничаване местоположението на един обект между два или повече други, един обект да следи движението на друг и постоянно да сочи към него.
Скинване (skinning)
Скинването е добавяне на деформиращи се обекти към скелета. Обикновено тези обекти са многоъгълни повърхности или NURBS, които се превръщат в повърхнина или кожа на скелета и се влияят от движенията на неговите стави. Деформацията на кожата (скина) може да се контролира с тежести (vertex weights), обеми (volumes of vertices) или и с двете.

## Употреба
Много филми използват 3D Studio Max(или предишни версии на програмата) за компютърно генерирани образи (CGI). В поредицата „Аватар“, например, виждаме компютърни и реални герои, които са съчетани и участват паралелно. Програмата се използва за разработването на триизмерни компютърни графики(3D Computer graphics), които служат за направата на много компютърни игри.
Фирми за архитектурен и инженерен дизайн я използват за разработване на концептуално изкуство и превизуализация.
Обучителни програми за средно и висше образование използват 3D Studio Max в курсовете си по Триизмерни компютърни графики и Компютърна анимация.
3D Studio Max е сходна с AutoCAD.

## Техники за моделиране

### Моделиране на многоъгълници
Моделирането на многоъгълници е по-общо с дизайна на игри от всяка друга техника за моделиране, тъй като много специфичният контрол върху индивидуалните многоъгълници позволява изключителна оптимизация.

### NURBS(Non-Uniform Rational B-Splines)
Алтернатива на многоъгълниците; NURBS дава загладена повърхност, която отстранява правите ръбове на модел на многоъгълник. NURBS е математически точно представяне на повърхности с всевъзможна форма като тези, използвани за купета на коли и корпуси на кораби, които могат да бъдат възпроизведени точно при всякаква резолюция, когато и да е нужно. С NURBS гладка сфера може да бъде създадена със само едно лице.
Нееднородното свойство на NURBS има важен смисъл: понеже са генерирани математически, NURBS обектите имат параметър „пространство“ в допълнение към триизмерното геометрично пространство, в което са визуализирани. По-специфично, множество от стойности, наречени възли, определя размера или влиянието на всеки контролен ръб(Control Vertex(CV)) на извивката или повърхността. Възлите са видими в триизмерното пространство и не могат да бъдат променяни директно, но понякога тяхното поведение повлиява видимото явление на NURBS обекта. Параметърът пространство е едноизмерен за извивки, които имат само и единствено U измерение тополигически, дори въпреки че съществуват в триизмерно пространство. Повърхностите имат две измерения в параметър „пространство“, наречени U и V.
NURBS извивки и повърхности имат важните свойства да не се променят под стандартни геометрично свързани трансформации или под перспективни проекции. Контролните върхове(CV) имат локален контрол върху обекта: преместването на контролен връх или променянето на тежестта му не засяга която и да било част от обекта зад съседстващите контролни върхове. (Можете да презапишете това свойство, използвайки Soft Selecion контролите) Също, контролната решетка, която свързва контролните върхове, заобикаля повърхността. Това е познато като свойството на изпъкналия корпус.

### Surface Tool / променяем patch обект
Инструментът за повърхности Surface Tool служи за създаване на общи 3D Studio Max splines и след това прилагане на модификатор, наречен „повърхност“. Този модификатор прави повърхност от всеки 3 или 4 върха в координатна мрежа. Това често е разглеждано като алтернатива на „mesh“ или „nurbs“ моделирането, като позволява на потребителя да вмъква извити участъци с права геометрия (например дупка през кутия). Въпреки че Surface Tool е полезен инструмент за генериране на параметрично точна геометрия, липсват „свойствата на повърхността“, намерени в сходния Edit Patch модификатор, който позволява на потребиля да поддържа оригиналната параметрична геометрия и да настройва „заглаждащите групи“ между лицата

## Предефинирани примитиви
Това е основен метод, в който се моделира нещо, използвайки само кутии, сфери, конуси, цилиндри и други предефинирани обекти от Cтандартни примитиви или Pазширени примитиви. Може също и да се прилагат булеви операции, включително изваждане, изрязване и свързване. Например, може да направим две сфери, които служат като петна, които се свързват взаимно. Наричат се metaballs

### Стандартни примитиви
Кутия: Създава правоъгълна призма. Алтернативен вариант на кутия, наречен куб; пропорционално ограничава дължината, широчината и височината на кутията
Цилиндър: Създава цилиндър
Тор: Създава тор (или пръстен) с кръгло сечение, понякога свързван с поничка (заради формата)
Чайник: Създава чайник. Понеже чайникът е параметричен обект, потребителя може да избира кои части от него да се покажат след създаване. Тези части включват тялото, дръжката, чучура и капака.
Конус: Създава изправен или обърнат конус.
Сфера: Създава запълнена сфера, полусфера или друга част от сфера.
Цилиндър с дупка: Създава кръгъл или призматичен цилиндър с дупка.
Пирамида: Създава пирамида с квадрат или правоъгълник като основа и триъгълни страни.
Равнина: Създава специален тип плосък многоъгълен отвор, който може да бъде уголемяван при рендериране. Потребителят може да увеличи размера или броя на сегментите, или и двете. Модификатори като разместване могат да бъдат добавени към равнина, за да се симулира хълмест терен.

## Рендъринг
Рендъринг или рендериране (на английски: rendering) е процесът на генериране на цифрово изображение (визуализация) от модел в компютърната графика. Под модел тук се има предвид описанието на всякакви обекти или явления, представени на строго определен математически език или във вид на масив от данни. Такова описание може да съдържа геометрични данни, гледната точка на наблюдателя, информация за осветлението, степента на наличие на някакво вещество, интензитет на физично поле и др. Цифровото изображение може да има вид на растерна графика или на векторна графика. Рендъринг също се използва, за да се опише процеса на изчисляване на ефекти във видеофайловете по време на монтаж или композиране и получаването на крайния видео продукт.

### Модели на рендъринг
Scanline rendering
Scanline рендъринг е модулът по подразбиране в 3DS Max. Няколко доста напреднали характеристики, са били добавени към Scanline пркез годините, като global illumination, radiosity, and ray tracing.
Mental ray
Това е рендърър за качеството на продукцията, разработен чрез ментални изображения (mental images). Той е вграден в последната версия на 3DS Max и е мощен инструмент за raytracing чрез bucket rendering, техника позволяваща разпределянето на задачите за рендъринг на едино изображение, ефективно между няколко компютъра, чрез TCP мрежови протокол.
RenderMan
Инструмент за връзка, предоставен от трета страна, за тези, които искат да интегрират RenderMan форми за рендъринг. Използван е от Pixar в някои от техните CGI анимационни филми.
V-Ray
Рендър енджин добавка за 3DS Max, предоставена от трета страна. Mного широко използвана и доста често служеща като заместител на стандартните MentalRay рендъръри, които са включени в пакета на 3DS Max. В същото време V-Ray продължава да бъде съвместим и с по-стари версии на програмата.
Brazil R/S
Висококачествена фотореалистичена система за рендъринг, създадена от SplutterFish, поддържаща бърз Ray Tracing и Global Illumination.
FinalRender
Друг raytracing енджин за рендъринг, създаден от Cebas. Той е способен да симулира доста от физичните феномени от реалния свят.
Arion
Хибриден модул, който използва едновременно GPU+CPU с визуализиран без грешки raytracer, създаден от компанията RandomControl, базиран на Nvidia CUDA.
Indigo Renderer
Фотореалистичен рендърър с добавка за 3DS Max, предоставен от трета страна.
Maxwell Render
Фотореалистична рендър система, създадетна от Next Limit Technologies, която предоставя надеждни материали и изобразяване без грешки с висока точност.
Octane Render
Модул за 3DS Max, който използва GPU с визуализиран без грешки raytracer, създаден от трета страна, базиран на Nvidia CUDA. Друг модул за рендъринг, създаден от трета страна, способен да преодолява ограниченията на паметта на 3DS и да рендерира огромни снимки.
RayTracer с отворен код, който поддържа 3DS Max, Cinema 4D, Softimage и Blender. Фокуса му е върху фотореализма като симулира възможно най-добрата дневна светлина. Фотореалистична, визуализирана без грешки, спектралена технология на рендъринг, поддържаща CPU (TR1/TR2/AMC/BSD modes) и CPU+GPU (PrestoMC и PrestoAO) ядра, създадена от Solaris и модул за 3DS Max, създаден от Motiva.

#### Corona render
Фотореалистичен рендърър с добавка за 3DS Max, предоставен от трета страна.